# Antiche unità di misura del circondario di Civitavecchia
Sono qui riportate le conversioni tra le antiche unità di misura in uso nel circondario di Civitavecchia e il sistema metrico decimale, così come stabilite ufficialmente nel 1877.
Nonostante l'apparente precisione nelle tavole, in molti casi è necessario considerare che i campioni utilizzati (anche per le tavole di epoca napoleonica) erano di fattura approssimativa o discordanti tra loro.

## Misure di lunghezza
| Comuni         | Denominazione        | Valore   | Unità |
| -------------- | -------------------- | -------- | ----- |
| Tutti i comuni | Braccio o passetto   | 0,670265 | m     |
| Tutti i comuni | Canna mercantile     | 1,991897 | m     |
| Tutti i comuni | Canna architettonica | 2,234218 | m     |
| Tutti i comuni | Staiolo              | 1,284675 | m     |

Il braccio o passetto, si divide in tre palmi romani.
La canna architettonica è di dieci palmi romani, il palmo si divide in 12 once, l'oncia in 5 minuti.
Cinque canne fanno la catena architettonica.
La canna mercantile si divide in otto palmi.
Il palmo di questa canna è diverso da quello della canna architettonica.
Lo staiolo, base di misure agrarie è di palmi romani 5,75.

## Misure di superficie
| Comuni         | Denominazione | Valore   | Unità |
| -------------- | ------------- | -------- | ----- |
| Tutti i comuni | Rubbio        | 18484,38 | m²    |
| Tutti i comuni | Pezza         | 2640,63  | m²    |

Il rubbio romano si divide in 4 quarte, la quarta in 4 scorzi, lo scorzo in 4 quartucci, il quartuccio in 175 staioli.
La pezza, misura delle vigne, si divide in 4 quarte, la quarta in 40 ordini, l'ordine in 10 staioli.

## Misure di volume
| Comuni         | Denominazione | Valore    | Unità |
| -------------- | ------------- | --------- | ----- |
| Tutti i comuni | Canna cuba    | 11152,616 | L     |

La canna cuba architettonica romana si divide in 1000 palmi cubi, il palmo cubo in 1728 once cube, l'oncia cuba in 125 minuti cubi.

## Misure di capacità per gli aridi
| Comuni         | Denominazione | Valore   | Unità |
| -------------- | ------------- | -------- | ----- |
| Tutti i comuni | Rubbio        | 294,4651 | L     |

Il rubbio romano secondo la misura antica si divideva in 2 rubbiatelle, la rubbiatella in 2 quarte, la quarta in 3 staia, lo staio in 4 quartucci delle Dodici.
Lo stesso rubbio si divideva anche in 4 quarte, la quarta in 4 staia o coppe o starelli, lo staio o starello o coppa in 4 quartucci delle Sedici.
Lo stesso rubbio, secondo la misura nuova, si divide in 22 scorzi, lo scorzo in 4 Quartucci.
Nel comune di Cornato il Rubbio si usava colla sola divisione di misura nuova.

## Misure di capacità per i liquidi
| Comuni         | Denominazione | Valore   | Unità |
| -------------- | ------------- | -------- | ----- |
| Tutti i comuni | Soma          | 116,6832 | L     |
| Corneto        | Soma          | 87,5124  | L     |

| Comuni                         | Denominazione | Valore   | Unità |
| ------------------------------ | ------------- | -------- | ----- |
| Tutti i comuni meno i seguenti | Barile        | 57,4807  | L     |
| Civitavecchia, Allumiere       | Boccale       | 2,260000 | L     |
| Corneto                        | Soma          | 108,4800 | L     |

La soma romana da vino si divide in 2 barili, il barile in 4 quartaroli, il quartarolo in 8 boccali, il boccale in 2 mezzi, il mezzo in 2 fogliette.
16 barili, ossia otto some, fanno la botte.
La soma da vino di Corneto si divide in 48 boccali, il boccale in 4 fogliette.
La stessa soma da vino di Corneto, usata anticamente in Civitavecchia, si divideva in 2 copelloni, il copellone in 24 boccali, il boccale in 4 fogliette.
Il barile romano da olio si divide in 28 boccali, il boccale in 4 fogliette, la foglietta in 4 quartuccie.
Quattro boccali fanno una cognatella.
Dieci cognatelle fanno un mastello o pelle.
Due pelli o mastelli fanno una soma.
Il boccale da olio di Civitavecchia si divide in 4 fogliette, la foglietta in 4 quartuccie.
La soma da olio di Corneto si divide in 48 boccali, il boccale in 4 fogliette, la foglietta in 4 quartucci.

## Pesi
| Comuni         | Denominazione | Valore  | Unità |
| -------------- | ------------- | ------- | ----- |
| Tutti i comuni | Libbra romana | 339,072 | g     |

La libbra romana si divide in 12 once, l'oncia in 8 ottave, l'ottava in 3 denari, il denaro in 24 grani.
100 libbre fanne un quintale.
1000 libbre fanno un migliaio.
La stessa Libbra, per gli usi farmaceutici, si divide in 12 once, l'oncia in 8 dramme, la dramma in 3 scrupoli, lo scrupolo in 24 grani.
In Civitavecchia 100 libbre fanno il cantaro a peso sottile, e 104 libbre fanno il cantaro a peso grosso.

## Territorio
Nel 1874 nel circondario di Civitavecchia erano presenti 9 comuni divisi in 3 mandamenti.
- Civitavecchia • Cerveteri, Civitavecchia
- Corneto Tarquinia • Corneto Tarquinia, Montalto di Castro, Monte Romano
- Tolfa • Allumiere, Canale Monterano, Manziana, Tolfa